# Graphania umbra
Graphania umbra är en fjärilsart som beskrevs av Hudson 1903. Graphania umbra ingår i släktet Graphania och familjen nattflyn. Inga underarter finns listade i Catalogue of Life.